# ناتاليا إسترادا
ناتاليا إسترادا (بالإسبانية: Natalia Estrada)‏ هي عارضة ومقدمة تلفزيونية وممثلة إسبانية، ولدت في 3 سبتمبر 1972 بخيخون في إسبانيا.

## وصلات خارجية
- ناتاليا إسترادا على موقع IMDb (الإنجليزية)
- ناتاليا إسترادا على موقع ألو سيني (الفرنسية)
- ناتاليا إسترادا على موقع ميوزك برينز (الإنجليزية)
- ناتاليا إسترادا على موقع أول موفي (الإنجليزية)
- ناتاليا إسترادا على موقع ديسكوغز (الإنجليزية)
- ناتاليا إسترادا على موقع قاعدة بيانات الفيلم (الإنجليزية)
- ناتاليا إسترادا على موقع كينوبويسك (الروسية)